# 金森重直
金森 重直（かなもり しげなお、寛永3年（1626年） - 明暦元年5月15日（1655年6月19日））は、江戸時代の大名金森家の分家・金森左京家2代当主。飛騨高山藩第3代藩主・金森重頼の六男で、叔父の金森重勝の養子となった。通称は頼母。剃髪して宗当と号した。茶人。兄に高山藩第4代藩主の金森頼直など。
嗣子がなく、兄で本家当主頼直の次男の近供を養子とした。義父の重勝の母は飛騨の豪族であった江間氏の出自とされており、左京家の領地も江間氏の旧領であった高原郷3千石であった。江馬氏の名跡を継ぐものとして、金森可重により船津に再興された江馬氏の菩提寺・円城寺を、慶安2年（1649年）に家臣の姫田三良右衛門に命じて飛騨市神岡町大門町の現在の所在地に移している。